# 502.° Batallón Panzer Pesado
El 502.° Batallón Panzer Pesado (en alemán: Schwere Panzer Abteilung 502 abr. SPz abt 502) fue una unidad de blindados alemanes Panzer del Heer conformada por tanques Panzer VI Tigers modificados de 88 mm en el Grupo de Ejércitos Norte durante la Segunda Guerra Mundial. De esta unidad y sus posterior fusión con la SPz abt 503 saldrían los grandes ases alemanes tales como Otto Carius (502), Kurt Knispel (503), Ernst Glagow (502), Paul Egger y Johannes Hans Bolter entre otros.

## Historial
La unidad Schwere Panzer Abteilung 502 fue creada el 25 de mayo de 1942 como una unidad mecanizada, en julio de ese año le fueron incorporados una compañía de cuatro tanques Panzer VI Tiger con cañones de 88 mm y fue enviada como parte de la ofensiva del Grupo Norte a reforzar el sitio de Leningrado. La unidad tuvo su bautismo de fuego el 29 de agosto de 1942 con batallones y tanques T-34, dos de los cuatro Tiger resultaron dañados y abandonados; pero fueron recuperados al final del día.
Casi un mes después, la 502, reforzada con cinco Panzer III se trabó en combate con una unidad de tanques rusos, de los cuatro Tiger, uno resultó fatalmente dañado y tuvo que ser destruido por su tripulación. Dos Panzer III fueron destruidos fatalmente en la mismo combate.
En noviembre de 1942, la 502 fue reforzada con cinco Tiger I modificados, nueve Panzer III con cañones de 50 mm y cinco Panzer Ausf III modelo N.
En diciembre de 1942, después de la 2ª Batalla de Rostov, la 2ª compañía del SPz Abeleitung 502 fue fusionada con la Spz abt 503 pasando en febrero de 1943 a ser la tercera compañía de la 503.
Ese mismo mes de febrero se incrementó con nueve tanques Tiger I completando catorce tanques del mismo tipo y participa en la tercera batalla de Járkov.
Para abril de 1943, la cantidad de tanques se incrementó en 31 carros Panzer Tiger I , la 3ª compañía del 502 fue fusionada al 503.
La 503 participó en la Batalla de Kursk anotándose la destrucción de unos 385 tanques enemigos y 265 cañones antitanque.
En febrero de 1944 de los 71 carros de combate iniciales de la 503, solo quedaban operativos unos 24 tanques.
El resto de las compañías del SPz abt 502 fue renombrado como Schwere Panzer Abteilung 511.
En marzo de 1945, se incorporaron 13 Tigres II con torreta Porsche. El 511 estuvo presente en casi todas las batallas del Frente Oriental hasta su retroceso a Berlín.

## Comandantes
- Capitán (Hauptmann) Wollschläger nov.42-feb.43
- Mayor (Major) Richter feb.43-jul.43
- Capitán (Hauptmann) Schmidt jul.43-ago.43
- Capitán (Hauptmann) Lange ago.43-oct.43
- Mayor (Major) Jähde oct.43-mar.44
- Mayor (Major) Schwaner abr.44-ago.44
- Capitán (Hauptmann) von Foerster ago.44-abr.45

## Galería

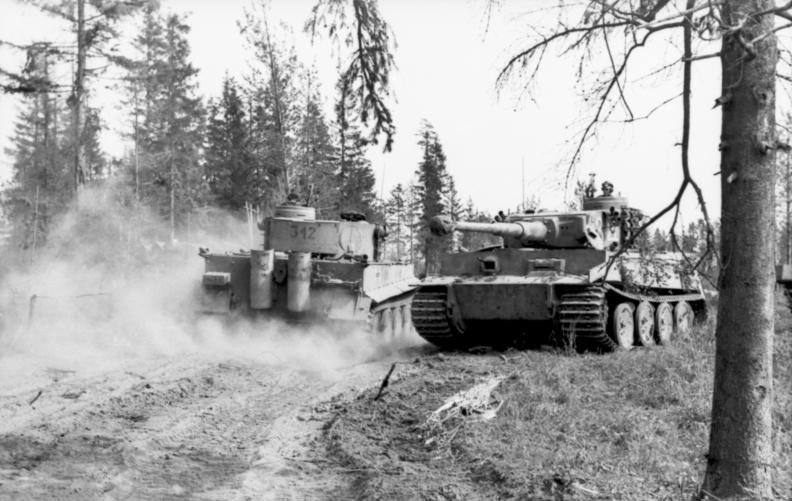
Dos tanques Panzer Tiger VI cerca del lago Ladoga (agosto de 1943) ).
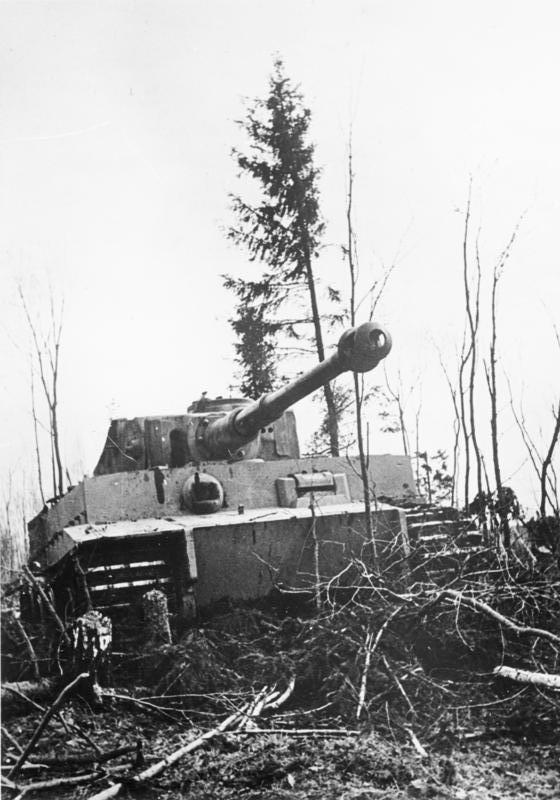
Un tanque Panzer Tiger VI cerca de Leningrado.
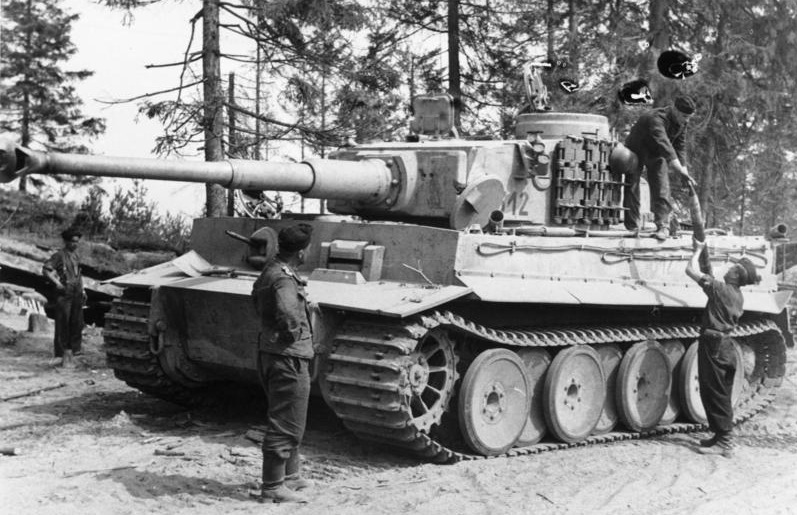
Un tanque Tiger I siendo amunicionado por su tripulación.
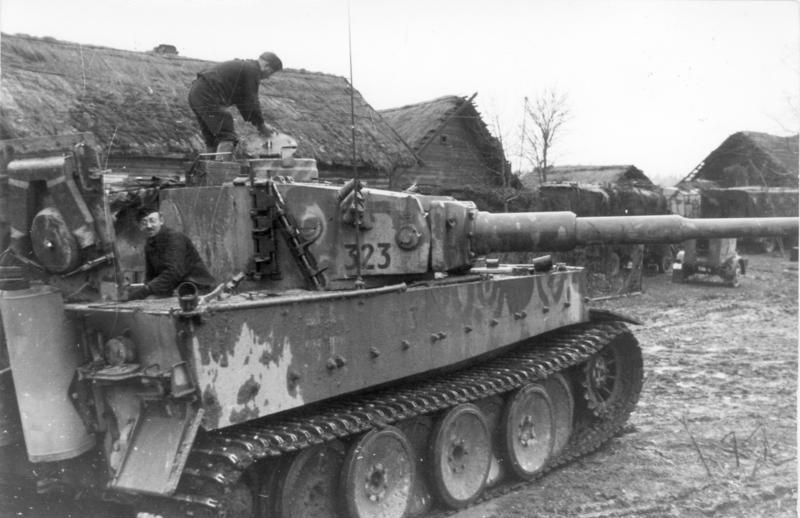
Un tanque Tiger I en Ortschaf